# Timothy Ferriss

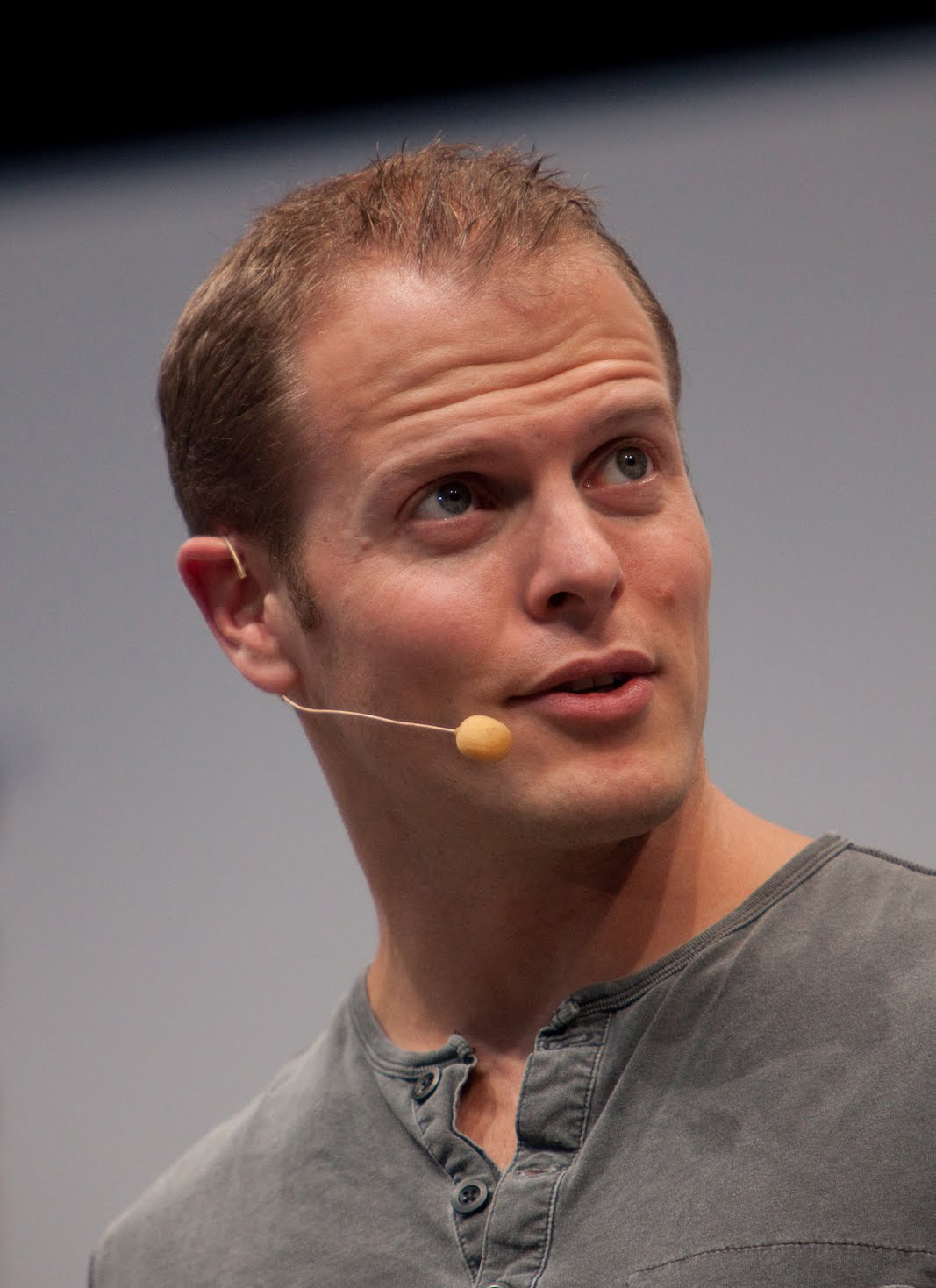
Timothy Ferriss (2009)

Timothy „Tim“ Ferriss (* 20. Juli 1977 in East Hampton, New York) ist ein US-amerikanischer Autor, Podcaster und Unternehmer. Seine Bücher Die 4-Stunden-Woche und Der 4-Stunden-Körper schafften es in die New-York-Times-Bestsellerliste.

## Leben
Timothy Ferriss wuchs in East Hampton auf und absolvierte die St. Paul’s School. Im Jahr 2000 erlangte er einen Abschluss in Ostasienwissenschaften von der Princeton University. Nach dem Abschluss arbeitete Ferriss im Vertrieb bei einer Firma für Datenspeicherung. Ferriss war nach eigener Aussage unzufrieden mit der Ineffizienz und seinem Gehalt und begann deshalb, sein eigenes Internet-Unternehmen aufzubauen.
Im Jahr 2001 gründete Ferriss BrainQUICKEN, eine Internet-Firma für Nahrungsergänzungsmittel. Diese stellte ein Produkt her, das sowohl als BodyQuick wie auch als Brain Quicken vermarktet wurde. Die Bestandteile waren u. a.: „Cobalamin, Niacinamide, Folic Acid, 2-dimethylaminoethanol, Pyridoxine HCL, Pantothenic Acid (Calcium Pantothenate), Proprietary Cognamine Complex (enthaltend Komponenten von: Phosphatidylserine, Choline Bitartrate, Vinpocetine, Salix Alba, Thioctic Acid, L-Tyrosine, Ciwujia).“ Es wurde behauptet, dass dieses Produkt das Kurzzeitgedächtnis und das Reaktionsvermögen dramatisch steigern könne, mit Wirkung innerhalb von 60 Minuten. 2010 verkaufte er die Firma an ein Venture-Capital-Beteiligungsunternehmen mit Sitz in London.
Ferriss ist bekannt für die Anwendung sowohl des Paretoprinzips wie auch der Parkinsonschen Gesetze im Geschäftsleben. Auf seinem Blog und später in seinen folgenden Büchern wandte Ferriss diesen Ansatz auch auf andere Gebiete außerhalb der Geschäftswelt an. Sein Buch über Fitness z. B. behauptet, die Trainings- und Diättipps anzubieten, die die größten Erfolge mit der geringsten Menge an Aufwand oder Zeit erzielen. Ferriss benutzt die Analogie von der „minimal effektiven Dosis“, um diese Technik zu beschreiben. Er ist auch der Ansicht, dass Technologien wie E-Mail, Instant Messaging und Internet-fähige PDAs das Leben eher verkomplizieren statt einfacher zu machen.
In seinem Buch The 4-Hour Workweek (2007) warnte Ferriss vor Informationsüberflutung und empfiehlt, was er „selektive Ignoranz“ nennt und prägt Ausdrücke wie „Lifestyle Design“. Ferriss vermarktete das Buch durch Blogger, mit denen er befreundet war. Vor dem Erscheinen des Buches war Ferriss ein Unbekannter. Das Buch erreichte schließlich Platz 1 sowohl auf der New York Times- wie auch auf der Wall-Street-Journal-Bestsellerliste. Das Buch brachte auch einen gleichnamigen Blog hervor, der von Ferriss betrieben wird. Ferriss' zweites Buch, The 4-Hour Body (2010) erreichte Platz 1 auf der New-York-Times–Bestsellerliste. Unter anderem behauptete Ferriss in dem Selbsthilfebuch, dass er 34 Pfund an Muskelmasse innerhalb von vier Wochen zugenommen habe. The 4-Hour Chef: The Simple Path to Cooking Like a Pro, Learning Anything, and Living the Good Life wurde 2012 erstmals veröffentlicht. 2016 erschien Tools of Titans. Das Buch basiert auf seinem Podcast und versammelt Interviewpassagen mit seinen Gästen aus Wirtschaft, Technologiebranche, Sport, Politik, Militär, Medizin, Journalismus, Kunst und Kultur – es will Taktiken und Routinen von Weltklasse-Performern im jeweiligen Bereich vermitteln.
Ferriss ist ein „Business Angel“ und Berater für Startups. Beraten oder investiert hat er in Startups wie StumbleUpon, Posterous, Evernote, DailyBurn, Shopify, Reputation Defender, Trippy, Foodzie, Badongo, TaskRabbit, RescueTime und SimpleGeo, zusätzlich zu kleinen Aktienpaketen in Facebook und Twitter. Im Jahr 2016 spendete Ferriss 100.000 US-Dollar für die Erforschung von Psychedelika zur Behandlung von Depressionen. Im Jahr 2019 spendete er mehr als zwei Millionen US-Dollar für das neue Center for Psychedelic and Consciousness Research an der Medizinischen Fakultät der Johns Hopkins University.

## Ehrungen und Auszeichnungen
Das Aspen-Institut benannte Ferriss im März 2009 als Teilnehmer des Henry-Crown-Fellowship-Programms. 2012 wurde er in Newsweek's Digital Power Index 100 als die siebteinflussreichste Online-Persönlichkeit aufgeführt. 2008 gewann er den Preis „Greatest Self-Promoter of All Time“ des Wired Magazines und wurde von Fast Company als einer der „Most Innovative Business People of 2007“ bezeichnet.

## Trivia
Ferriss hält den Weltrekord für die meisten aufeinander folgenden Tango-Drehungen in einer Minute. Ferriss und seine Tanzpartnerin Alicia Monti setzten den Rekord in der Show Live with Regis and Kelly.
Ferriss behauptet, dass er vor seiner Autorenkarriere bei der 1999 vom Verband USAWKF abgehaltenen San-Shou-Meisterschaft in der 165-Pfund-Gewichtsklasse gewonnen habe, indem er seine Gegner aus dem Ring schob. Er habe hierzu eine Regelwerklücke ausgenutzt und vor dem Wiegen dramatisch dehydriert, pünktlich zum Kampfbeginn wiederum hydratisiert. So habe er mehrere Gewichtsklassen unter seinem tatsächlichen Gewicht antreten können und den Gewichtsunterschied für sich genutzt.
Im Dezember 2008 trat Ferriss in einer Show des History Channel auf, in der er eine Woche Zeit hatte, eine Fähigkeit zu erlernen, für die man normalerweise mehrere Jahre braucht. In der Pilotfolge übte er Yabusame, eine japanische Form des Bogenschießens, die vom Pferd aus praktiziert wird.